# Jeannie Berlin
Jeannie Berlin, een pseudoniem van Jeannie Brette May (Los Angeles, 1 november 1946), is een Amerikaans actrice. Zij is vooral gekend voor haar rollen als Cyd Peach in Succession en Helen Weiss in The Night Of.

## Filmografie
- Margaret (2011)
- Café Society (2016)
- The Night Of (2016)
- The Fabelmans (2022)
- Succession (2018-2023)